# I Run to You
I Run to You è un singolo del gruppo musicale statunitense Lady Antebellum, pubblicato il 26 gennaio 2009 come terzo estratto dal primo album in studio Lady Antebellum.
La canzone è stata scritta dai membri del gruppo con la collaborazione di Tom Douglas. È stata premiata ai Country Music Awards come Singolo dell'Anno e ai grammy come Miglior Performance Country di un Gruppo.
Nel Regno Unito e in Europa la canzone è stata pubblicata come singolo nel 2010.

## Crediti
- John Catchings – violoncello
- Chad Cromwell – batteria
- David Davidson – violino
- Jason "Slim" Gambill – chitarra elettrica
- Jim Grosjean – viola
- Dave Haywood – chitarra elettrica, chitarra acustica, coro
- Charles Kelley – voce
- Rob McNelley – chitarra elettrica
- Sari Reist – violoncello
- Michael Rojas – organo
- Hillary Scott – voce
- Pamela Sixfin – violino
- Mary Kathryn Vanosdale – violino
- Kristin Wilkinson – viola
- Karen Winkelman – violino
- Paul Worley – chitarra elettrica
- Craig Young – basso

## Classifiche e certificazioni
| Classifica | Posizione massima |
| ---------- | ----------------- |
| USA        | 27                |
| Canada     | 54                |

| Paese      | Certificazione |
| ---------- | -------------- |
| USA (RIAA) | 1× Platino     |

## Premi vinti
| Anno | Associazione                     | Categoria                                |
| ---- | -------------------------------- | ---------------------------------------- |
| 2009 | Country Music Association Awards | Singolo dell'anno                        |
| 2009 | Grammy Awards                    | Miglior Performance Country di un Gruppo |